# Fallschirm

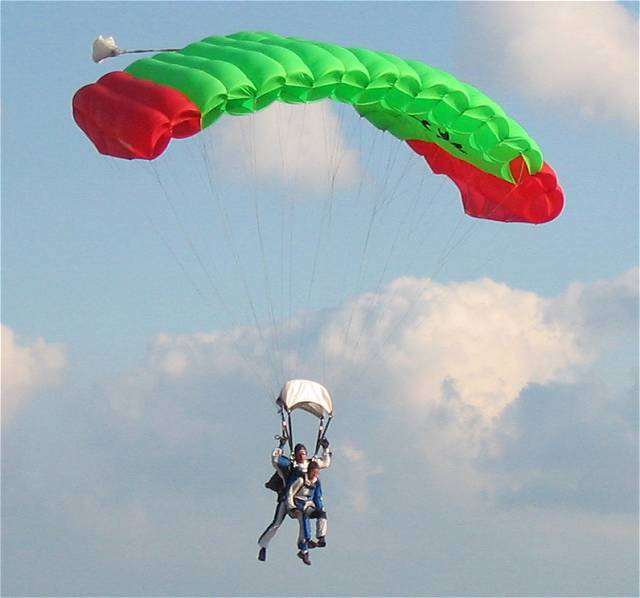
Tandemsprung mit einem Flächenfallschirm; direkt über den Springern befindet sich der Slider

Ein Fallschirm ist ein technisches Gerät, das dazu dient, eine Person oder einen Gegenstand aus großer Höhe unversehrt auf den Boden zu bringen. Dazu vergrößert es den Luftwiderstand oder erzeugt einen dynamischen Auftrieb. Beides verringert die Fallgeschwindigkeit.
Wird der Schirm als Sprungfallschirm zum geplanten Absetzen von Personen eingesetzt, gehört er in Deutschland nach § 1 Abs. 2 Nr. 8 LuftVG zur Luftfahrzeugklasse der Luftfahrzeuge. Fallschirme, die zur Rettung aus einer Luftnot dienen, zählen dagegen zu den Rettungsfallschirmen (auch Notschirme).
Bremsschirme zählen nicht zu den Fallschirmen.

## Geschichte

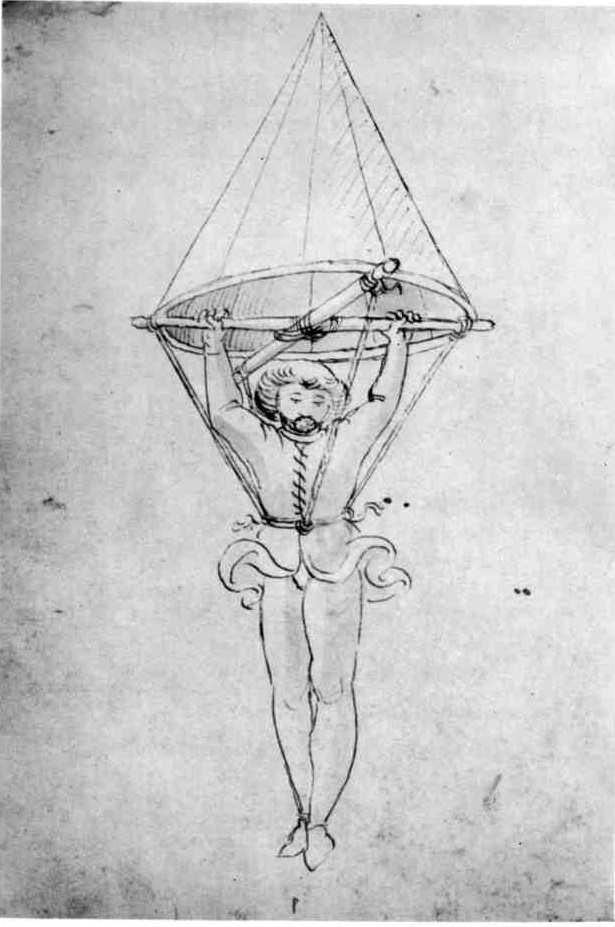
Älteste bekannte Darstellung eines Fallschirms (Italien, 1470er Jahre)

### Renaissance
Die Frühgeschichte des Fallschirms reicht bis in die Renaissance zurück.:466 Der älteste Entwurf eines Fallschirms ist in einem anonymen italienischen Manuskript (British Museum Add. MSS 34,113, fol. 200v) aus den 1470er Jahren enthalten.:462f Es zeigt einen konischen Fallschirm, an dessen kreuzartigem Stangenrahmen sich ein frei in der Luft hängender Mann mit den Händen festhält. Ein Bauchgurt, der über vier Riemen mit den Enden des Rahmens verbunden ist, dient dem Fallschirmspringer zur Sicherheit. Diese Konstruktion kann als Fortschritt gegenüber einer anderen Illustration (189v) gewertet werden, in der ein Mann den freien Fall durch das Greifen von zwei langen Stofffahnen als Armfortsätze abzubremsen versucht.:465 Obgleich die Oberfläche des Fallschirms zu klein geraten ist, um effektiven Luftwiderstand zu bieten, und der Holzrahmen überflüssig und sogar potentiell gefährlich ist, ist der revolutionär neue Charakter des Entwurfs offenkundig.:465

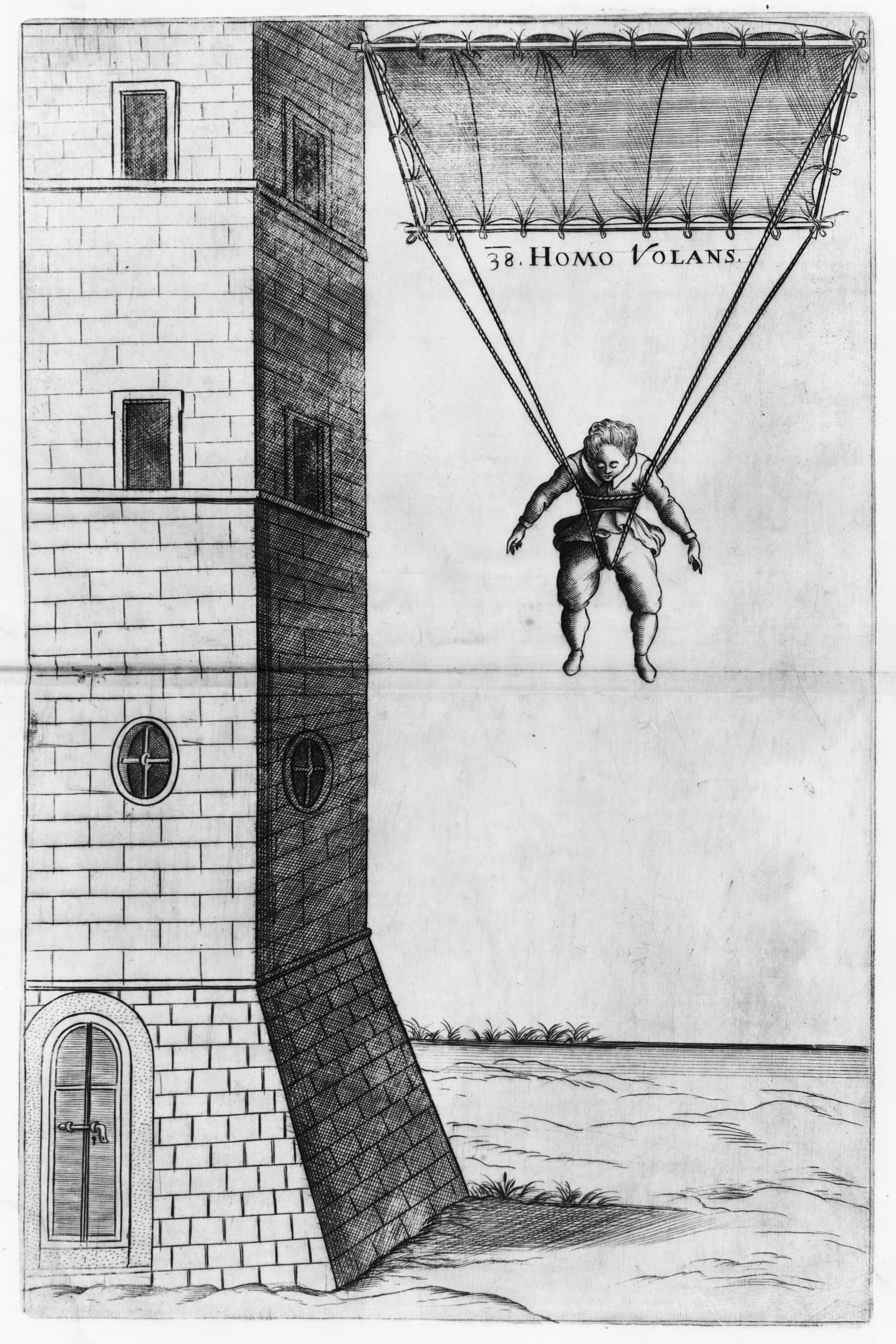
Faust Vrancics Entwurf eines Fallschirms (1616)

Nur kurze Zeit später (um 1485) präsentiert der Universalgelehrte Leonardo da Vinci in seinem Codex Atlanticus (fol. 381v) eine technisch ausgefeiltere Skizze, bei der die Abmessungen des Fallschirms in einem günstigeren Verhältnis zum Gewicht des Springers stehen.:462f Leonardos Fallschirmkappe wird durch einen quadratischen Holzrahmen offengehalten, wodurch sich die Kappenform von konisch zu pyramidenförmig wandelt.:465 Ob der italienische Erfinder durch den früheren Fallschirmentwurf beeinflusst wurde, lässt sich zwar nicht endgültig klären, aber die Idee dazu könnte ihm durch den intensiven Gedankenaustausch zwischen den Künstleringenieuren jener Zeit zu Ohren gekommen sein.:465 f. Die Machbarkeit von Leonardos pyramidenförmigen Design konnte 2000 vom Briten Adrian Nicholas und 2008 durch einen anderen Fallschirmspringer demonstriert werden.

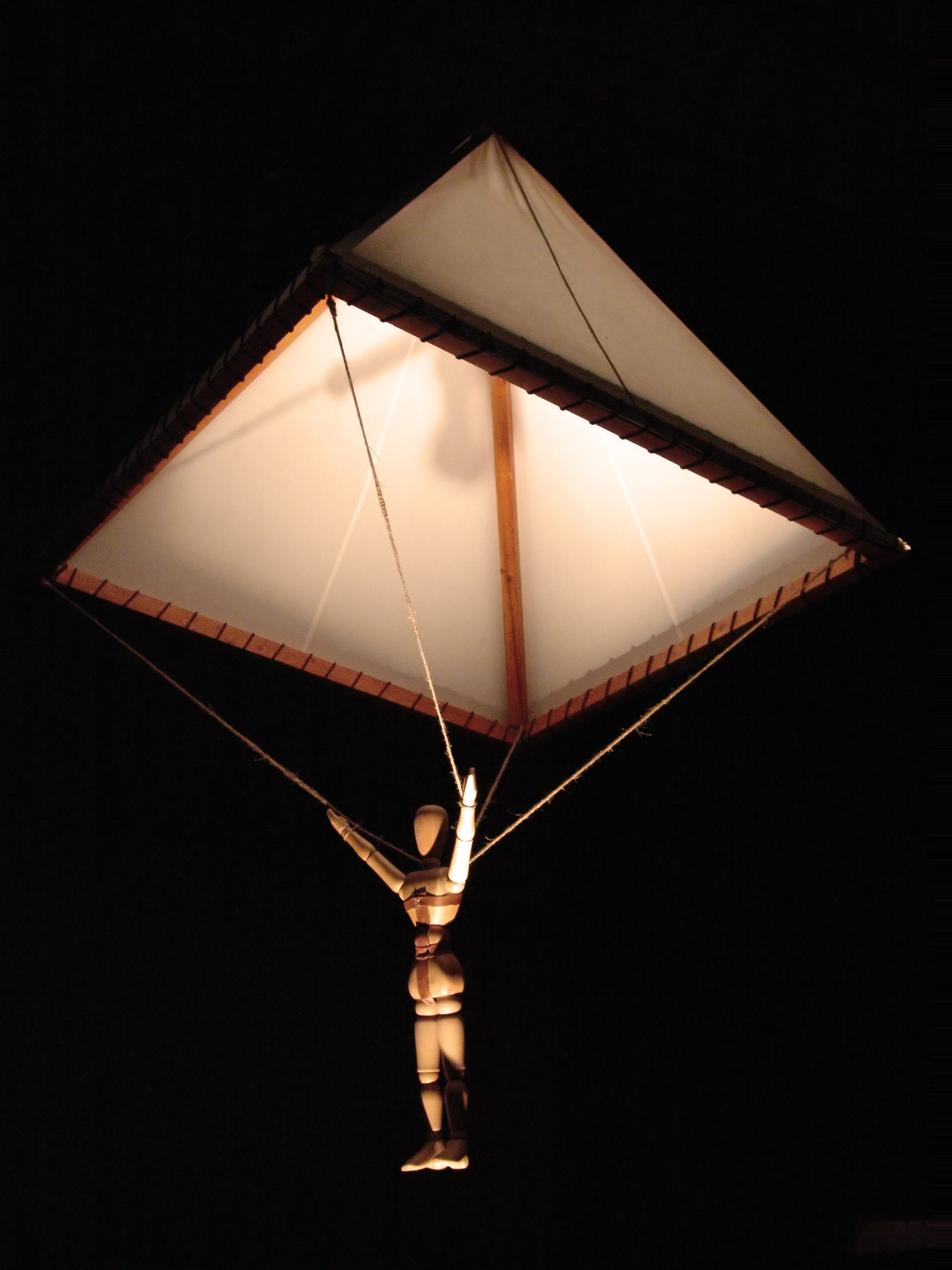
Modell von Leonardo da Vincis Fallschirm

Durch Leonardos Zeichnung inspiriert, entwarf der kroatische Gelehrte Faust Vrancic einen eigenen Fallschirm. Vrancic behielt den rechteckigen Rahmen bei, ersetzte aber die Fallschirmkappe durch ein aufgewölbtes, segelartiges Stück Stoff, von dem er zu Recht annahm, dass es den Fall besser verlangsamen würde.:465 Dem US-amerikanischen Technikhistoriker Lynn White zufolge sind es diese durchdachten Fallschirmentwürfe, weit komplexer als frühe artistische Sprünge in Asien mit ausgesteiften Sonnenschirmen, die am Anfang der Entwicklungsgeschichte des „Fallschirms, wie wir ihn kennen“, stehen.:466

### Moderne

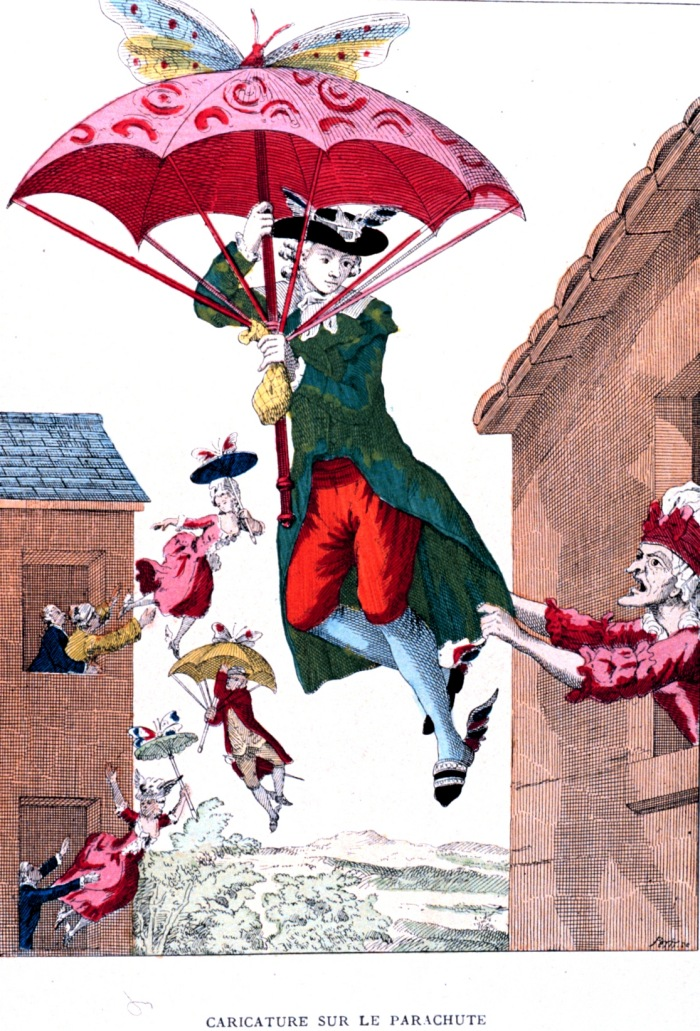
Französische Karikatur über die Erfindung des Fallschirms

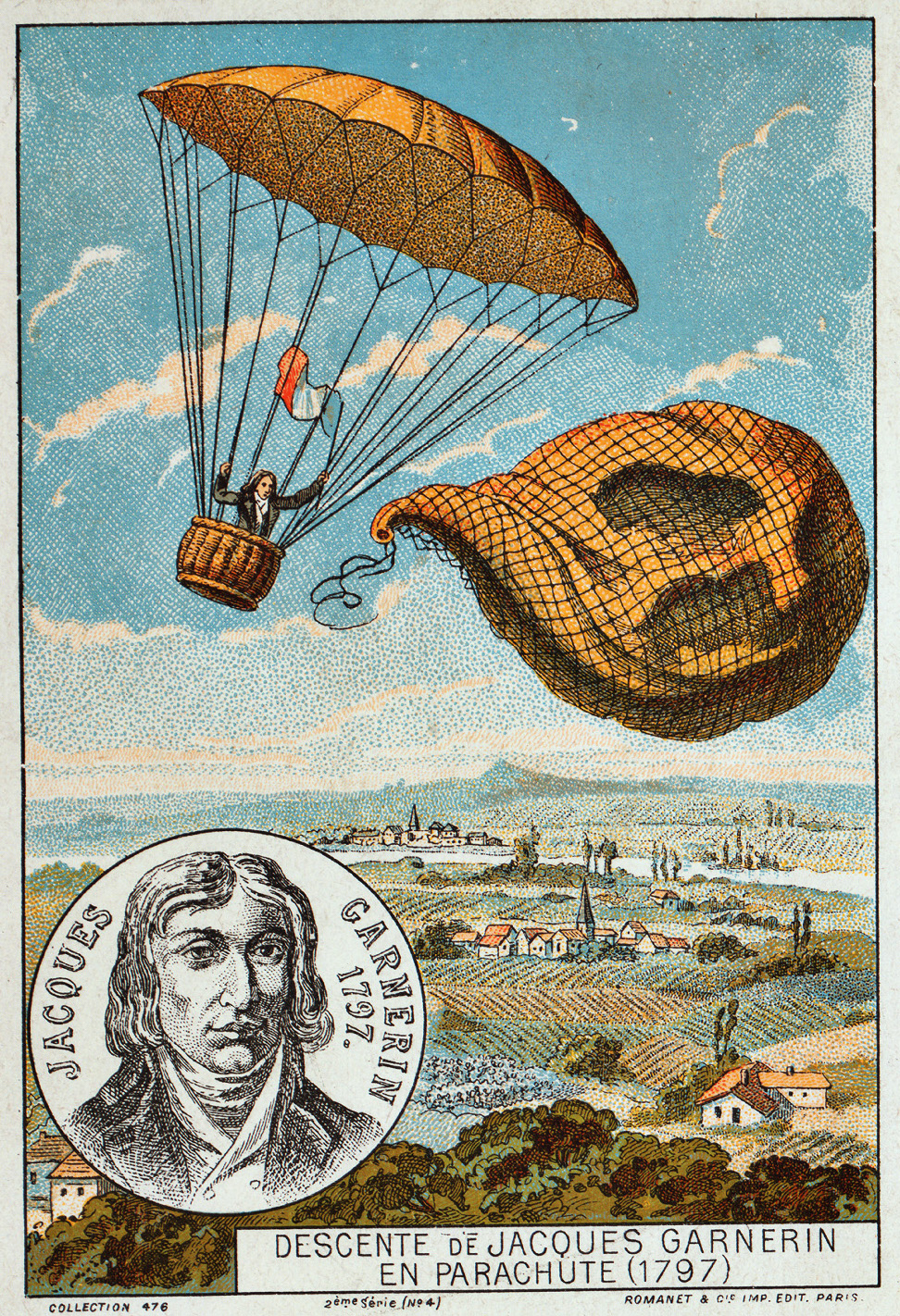
Sprung von André-Jacques Garnerin (1797)

Der Franzose Louis-Sébastien Lenormand sprang 1783 in Montpellier mit einem selbst konstruierten Fallschirm vom Turm des Observatoriums und landete unversehrt. Dieses Ereignis gilt als der Beginn des modernen Fallschirms und seiner eigentlichen Entwicklungsgeschichte.
Am 3. Oktober 1785 ließ Jean-Pierre Blanchard in Bornheim, einem Stadtteil von Frankfurt am Main, seinen Hund und am 23. August 1786 in Hamburg einen Hammel von einem Ballon aus mit dem Fallschirm herab. Wenige Wochen später, am 21. November 1785, wagte er bei Gent als erster Mensch einen Fallschirmsprung aus großer Höhe, da sein Ballon abzustürzen drohte. Der Erste, der mittels Fallschirm freiwillig aus einem Ballon ausstieg, war der Franzose André-Jacques Garnerin am 22. Oktober 1797. Er sprang aus einem selbstgebauten Wasserstoffballon aus 400 Meter Höhe über dem Pariser Parc Monceau.
Ende des 19. Jahrhunderts erfand die deutsche Luftfahrt-Pionierin Käthe Paulus den zusammenfaltbaren Fallschirm. Ab 1893 führte sie damit mehr als 100 sogenannte „Fallschirm-Abstürze“ aus über 1000 m Höhe durch. Sie gilt als eine der ersten Frauen, die mit einem Fallschirm gesprungen sind.
1912 erfand der Russe Gleb Kotelnikow den Rucksack-Fallschirm. Am 1. März 1912 sprang Albert Berry, ein Captain der US-Armee als erster Mensch von einem Flugzeug ab.
1913 entwickelte der Slowake Štefan Banič einen funktionsfähigen, nach dem Regenschirmprinzip um die Körperachse anzulegenden Fallschirm, für den er 1914 das US-Patent Nr. 1108484 erwarb. Da seine Erfindung keinen Käufer fand, schenkte Banič das Patent der US-Army, die es vermutlich nie nutzte.
Als erster Pilot in der Geschichte der Luftfahrt sprang der Franzose Adolphe Pégoud am 19. August 1913 mit dem Fallschirm aus seiner Blériot.
Vom deutschen Luftschiffbau-Ingenieur Otto Heinecke stammt das Prinzip der doppelten Hülle und der am Flugzeug befestigten Aufziehleine, wie es noch heute verwendet wird. Es gestattet einen gefahrlosen Absprung, bei dem sich der Fallschirm nicht am Fluggerät verfangen kann.
Am 28. April 1919 sprang der Amerikaner Leslie Leroy „Sky High“ Irvin erstmals mit einem manuell auslösbaren, also nicht am Flugzeug befestigten Rückenfallschirm.
Richard Kohnke stellte 1930 mit einem Sprung aus 7800 Meter bei einer Freifallzeit von 142 Sekunden einen neuen Rekord auf. Später produzierte er in Ziegelhausen in seiner Fallschirmfabrik Rettungsfallschirme.
Bereits im Ersten Weltkrieg kam es zu vereinzelten Fallschirmeinsätzen. Die Luftlandeoperationen des Zweiten Weltkrieges waren dann militärisch von operativ entscheidender Bedeutung. Für die durch die deutschen Fallschirmjäger benutzten Fallschirme siehe Fallschirme der Wehrmacht.
Am 16. August 1960 sprang der Amerikaner Joseph Kittinger mit einem Spezialfallschirm aus einem Ballon in 31.330 Meter Höhe ab und landete nach 9½ Minuten. Dies war der höchste Fallschirmsprung der Geschichte, bis er 2012 von Felix Baumgartner übertroffen wurde. Seit 2014 hält Alan Eustace mit 41.419 Metern den Rekord. Bei diesen Absprüngen aus der Stratosphäre erfolgte der Aufstieg relativ langsam per Ballon, mit dem Menschen in einer Druckkapsel mit gegenüber dem Luftdruck auf Meereshöhe reduziertem Druck und erhöhter relativer Sauerstoffkonzentration. Beim (hohen) Stratosphärensprung wird mitunter ein Druckanzug/Kompressionsanzug getragen und typisch Sauerstoff oder sauerstoffreich geatmet. Um die lebensfeindliche Umgebung in großer Höhe (geringer Luftdruck, geringer Sauerstoffpartialdruck, niedrige Lufttemperatur) rasch zu überwinden wird ein Fallschirm erst in relativ geringer Höhe geöffnet. In einem mittleren Höhenbereich kann der nur durch den Strömungswiderstand von Körper und Anzug in dünner Luft gebremste Springer Überschallgeschwindigkeit erreichen. Durch Körperhaltungsmanöver muss vermieden werden, beim schnellen Fall in schnelle Rotation zu kommen, die Blut zentrifugal in Armen und Beinen versacken lassen würde. Notausstiege aus Militärjets kennen ähnliche Probleme.
Das Fallschirmspringen als ziviles Hobby wurde Ende der 1950er Jahre zum Sport. Viele spätere Neuerungen wurden durch das Sportfallschirmspringen entwickelt. Während das westliche Militär im Großen und Ganzen den Rundkappenfallschirm mit automatischer Aufziehleine zum massenhaften Absetzen von Soldaten aus geringer Absprunghöhe auch aus Ausbildungsgründen einsetzt und die sowjetisch geführte Einflusszone die quadratische Fallschirmkappe des Truppenfallschirms PD-47 nutzt, genügte dies den Anforderungen im Sportfallschirmspringen nicht.
Im Sportbereich war die Freifallzeit eine der frühen Sportdisziplinen ebenso wie der Zielsprung mit geringer Entfernung zur Nullscheibe.
Anfangs verwendeten die zivilen Springer die erhältlichen militärischen Sprungsysteme mit einer Rundkappe als Hauptfallschirm, der in einem Container mit 3-Pin-Verschluss gepackt wurde. Die in dieser Zeit aufkommenden Reservefallschirme waren am Bauch montiert und mit einem 2-Pin-Verschluss gesichert. Fangleinenüberwürfe, eine Störung an der Fallschirmkappe, waren ein häufiges Problem. Oftmals musste der Hauptfallschirm durch die Kappentrennschlösser, die an den Tragegurten angebracht waren, abgetrennt werden.

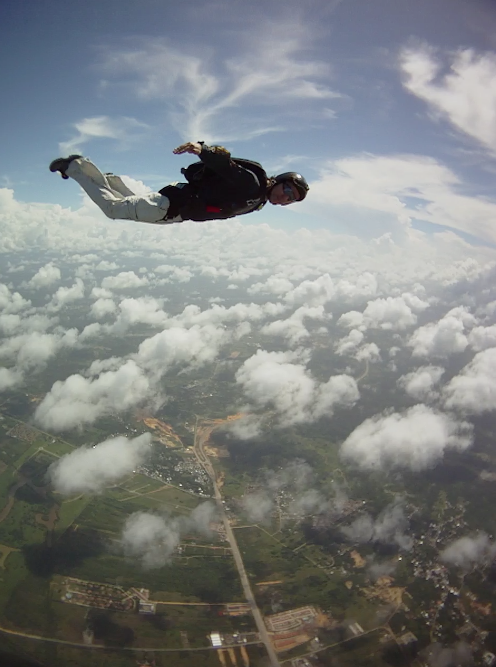
Fallschirmspringer mit manuell auslösbaren Rückenfallschirm

Um Zielsprünge besser durchführen zu können, kam 1963 der Para Commander, ein steuerbarer Hochleistungs-Rundkappenschirm mit Vortrieb, auf, der vom US-Militär für kleine Spezialeinheiten adaptiert wurde.
Anfang der 1970er Jahre hielten die ersten Flächenfallschirme im Sport Einzug. Die anfänglichen Konstruktionen waren sehr unzuverlässig. So öffnete der Para Plane, eine frühe Entwicklung, bei einem von drei Sprüngen nicht korrekt. Trotzdem revolutionierte die neue Art des Fallschirms bald das Springen. Auch wanderte in diesen Jahren der Reserveschirm auf den Rücken in ein weiteres Fach in der Rückenverpackung über dem des Hauptfallschirms. Es gab nun Hersteller, die vorrangig für den zivilen Zweck und deren Bedürfnisse produzierten. Mitte der 1970er entwickelte Bill Booth das 3-Ring-System. Diese Neuerung machte es möglich, mit einem verhältnismäßig leichten Zug an einem Griff (Trennkissen) den Fallschirm komplett und zuverlässig im Fall einer Öffnungsstörung der Hauptkappe diese abzutrennen, um dann den Reservefallschirm zu öffnen. In den Folgejahren wurden am Fallschirm immer mehr Details geändert. Insbesondere die Zuverlässigkeit der Materialien und Öffnungssysteme wurde weiter verbessert, und die ersten barometrischen Öffnungssysteme entwickelt. So ist heute das Versagen der Fallschirme sehr selten; mehr Unfälle geschehen heute durch zu waghalsige Landemanöver (Flächenschirm), als durch Probleme mit dem Fallschirm.

## Material
Als Material für Fallschirme (aber auch für Ballone, Hängegleiter etc.) eignen sich stabile (möglichst reißfest und tragfähig), zugleich aber äußerst leichte und dünne, sowie dichtgewebte (daher möglichst luftundurchlässig) Gewebe aus Fasern, die möglichst keine Feuchtigkeit aufnehmen können.
In Deutschland und Japan bestanden Fallschirme bis nach dem Zweiten Weltkrieg aus Seide oder wie bei der Kohnke-Dreieckkappe aus Baumwolle. In den USA wurden ab den 1940er Jahren Fallschirme aus Nylon gefertigt, da durch den Krieg mit Japan der Rohstoff Seide knapp war. Auch heute sind es Polyamid-Gewebe, mitunter beschichtet. Verbreitet sind insbesondere die besonders weiterreißbeständigen Ripstop-Gewebe mit einer besonderen Webtechnik. Alle diese Gewebe werden – im übertragenen Sinn – als Fallschirmseide, auch Ballonseide bezeichnet und auch für andere Zwecke in ähnlicher Verarbeitung verwendet (Zelt, Schlafsack, Ballon, Segel, Trainingsanzug).

## Systeme
Unterschieden werden zwei Fallschirmsysteme – Rundkappenfallschirme und Flächenfallschirme. Beide Systeme können als Personen-, Rettungs- und Lastenfallschirm eingesetzt werden.

### Rundkappenfallschirme

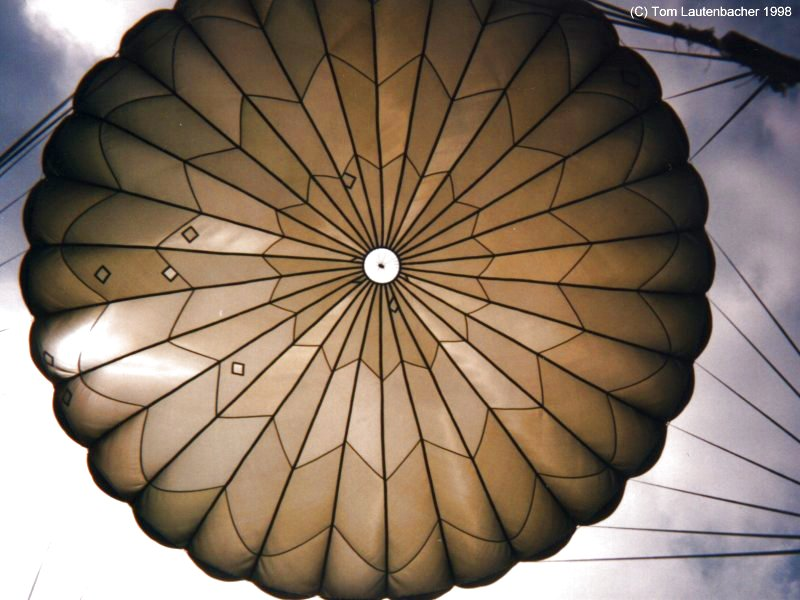
Blick nach oben in die geöffnete Kappe eines Rundkappenfallschirms der Bundeswehr (T-10) während eines Fallschirmsprungs

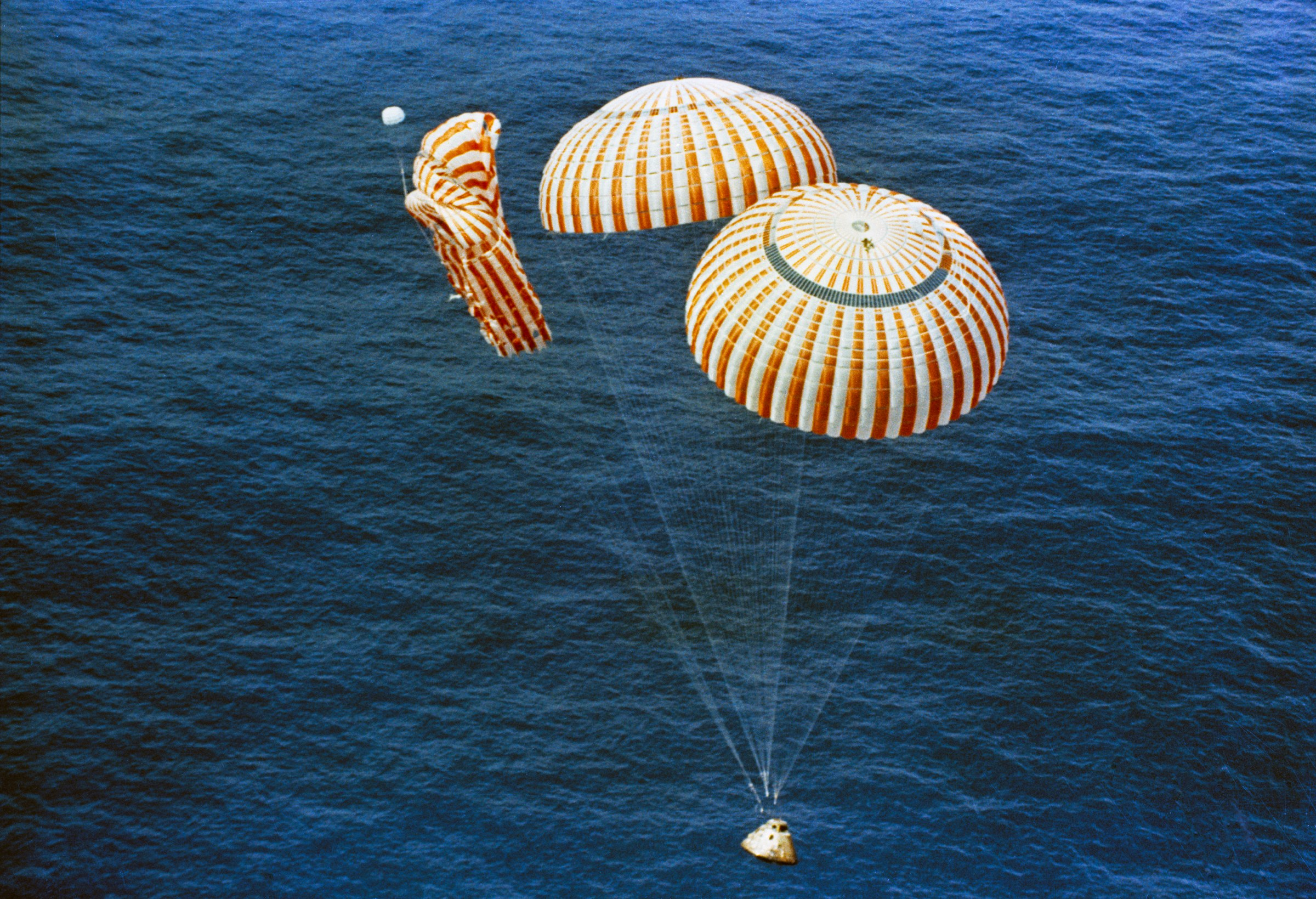
Apollo-15-Raumschiff kurz vor der Wasserung – einer der drei Fallschirme öffnete sich nicht, ein Beispiel für Redundanz. Die rot-weiße Streifung soll eine Verdrehung oder unvollständige Entfaltung des Schirms sichtbar machen.

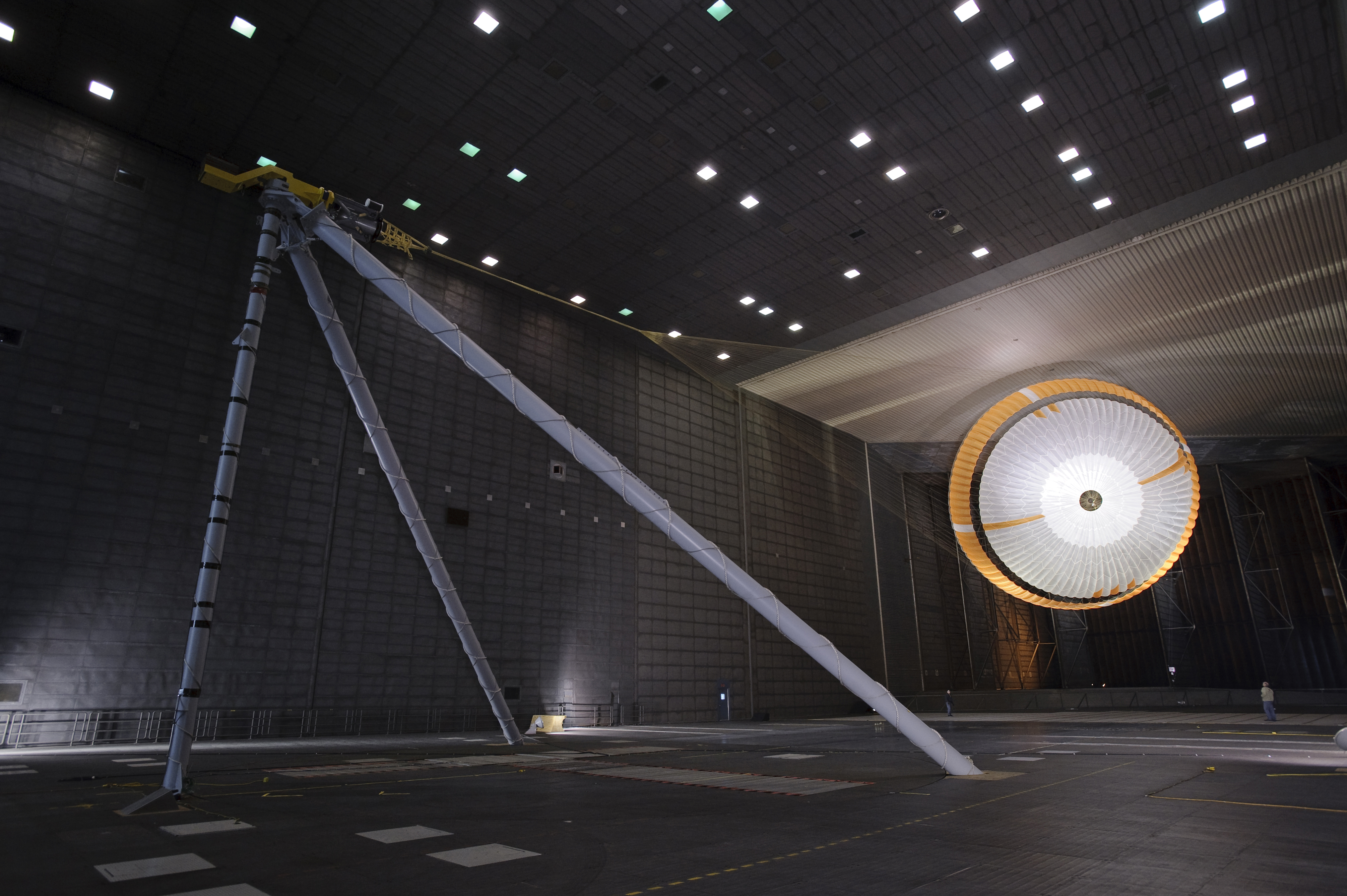
Test eines Ribbon-and-ring-Fallschirms im Windkanal im Rahmen des Mars Science Laboratory. Der Fallschirm hatte einen Durchmesser von ca. 16 m und erreichte mit seinen 80 Befestigungsseilen eine Länge von über 50 m.

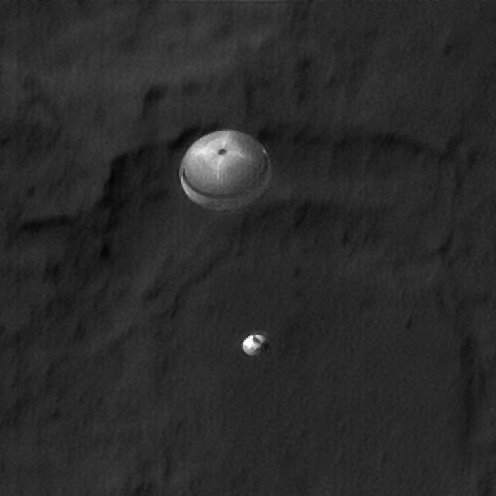
Curiosity landet auf dem Mars

Ein Rundkappensystem besteht aus der Hauptkappe mit Fangleinen und Hilfsschirm, der inneren Verpackung meist als Packschlauch und dem Gurtzeug mit äußerer Verpackung und Haupttragegurten sowie Kappentrennschlössern. Die Kappenaufhängung an vier Hauptragegurten war seit den 1920er Jahren in den USA gebräuchlich. In Deutschland bis in die 1940er Jahre an einer zentralen Aufhängung am Rücken des Fallschirmspringers. Die Auslösung erfolgte bei Truppenfallschirmen mit einer Aufziehleine automatisch.
Der Hilfsschirm, bekannt seit den 1920er Jahren, zieht bei manueller Auslösung die Fallschirmhauptkappe aus der äußeren Verpackung. Die innere Verpackung als Packschlauch an dem auch die Fangleinen S-förmig aufgeschlauft werden, ist erst seit den 1950er Jahren gebräuchlich. Vorher wurde die Hauptkappe nur in der äußeren Verpackung verpackt und die Fangleinen aufgelegt oder innen in die äußere Verpackung eingeschlauft. Das System wird ergänzt durch einen Reservefallschirm als Brustreserve.
Die älteren Rundkappensysteme verringern den Fall durch ihren großen Luftwiderstand. Ihre Form gleicht einer nach unten geöffneten hohlen Halbkugel, an der die Fangleinen und diese an den Haupttragegurten befestigt sind, an denen der Fallschirmspringer oder die Nutzlast hängt. An ihrem Scheitel befindet sich eine Öffnung (Scheitelöffnung), durch die angestaute Luft entweichen kann, um so ein Pendeln des Schirms zu vermeiden. Ein gewöhnlicher Rundkappen-Fallschirm sinkt vertikal und erhält lediglich durch die Winddrift eine horizontale Drift.
Sonderformen sind Dreieckfallschirme wie der Kohnke Dreieckfallschirm RZ 36, der u. a. als Fallschirm der Fallschirmjäger der Wehrmacht und nach dem Krieg noch im Sportfallschirmspringen benutzt wurde sowie der neue viereckige Truppenfallschirm T-11 der US Fallschirmjäger.
In den 1960er Jahren wurde in den US-Streitkräften der steuerbare Rundkappenfallschirm Truppenfallschirm MC-6 eingeführt.
Spezialkräfte benutzten seit den 1970er-Jahren das Hochleistungs-Rundkappensysteme Para-Commander, der Schlitze hatte, um durch ausströmende Stauluft eine begrenzte Vorwärtsfahrt zu ermöglichen. Über Steuerleinen konnten die Schlitzöffnungen variiert und der Fallschirm gesteuert werden. Die Sinkgeschwindigkeit wurde dadurch gleichzeitig erhöht und die Landungen härter. Dieser Fallschirmtyp ermöglichte einen gezielten Landeanflug auf einen Landekreis und wurde im Sportfallschirmspringen bis in die frühen 1980er-Jahre benutzt.
Wegen des hohen Verletzungsrisikos durch hohe Sinkgeschwindigkeiten und begrenzte Steuereigenschaften finden Rundkappenschirme als zivile Personenfallschirme kaum noch Verwendung und wurden auch in der Schulung durch Schulgleitfallschirmkappen ersetzt. Neben der ebenfalls selten gewordenen Verwendung beim Militär zum Absetzen von Fallschirmjägern und Lasten aus niedrigen Höhen (die Absetzmaschine befindet sich längere Zeit im Wirkungsbereich von Handfeuerwaffen und leichten Flugabwehrgeschützen) werden sie fast ausschließlich noch als Rettungsfallschirme für Gleitschirm- und Hängegleiterpiloten sowie bei Segelflugzeugen, im Kunstflug oder in Gesamtrettungssystemen von Ultraleichtflugzeugen und kleinen Sportflugzeugen verwendet.
Rettungsfallschirme sind zulassungspflichtig und müssen regelmäßig von zugelassenem Personal (Fallschirmpacker für Rettungsfallschirme, englisch Rigger) neu gepackt und überprüft werden. Die Packintervalle betragen je nach Muster zwei bis zwölf Monate. Die zulässige Betriebszeit wird im Rahmen der Zulassung festgelegt und beträgt in Deutschland meist 15 Jahre. Nach einer Benutzung muss ein Rettungsschirm von einem Fallschirmpacker mit gesonderter Zulassung für Rettungsfallschirme geprüft und wieder neu gepackt werden, und versieht den gepackten Reserveschirm mit einer Plombe, die vom Bodenpersonal vor dem Sprung überprüft werden kann. So wird sichergestellt, dass Reserven innerhalb des jeweilig dafür vorgeschriebenen Zeitintervalls neu gepackt wurden.
Gesamtrettungssysteme sind bei Ultraleichtflugzeugen in Deutschland zwingend vorgeschrieben, bei Leichtflugzeugen finden sie seit einiger Zeit vereinzelt Verwendung (z. B. Cirrus SR-22).

### Flächenfallschirme (auch Gleitfallschirme)
Moderne Flächenfallschirme verringern das Sinken (den Fall) hauptsächlich durch dynamischen Auftrieb. Ihr Querprofil entspricht dem einer Flugzeugtragfläche. Der Flächenschirm ist an der vorderen Kante geöffnet und an der hinteren geschlossen, so dass er von der anströmenden Luft gefüllt wird und sich versteift (selbsterzeugendes Profil). Daher werden diese Schirme auch als Stauluftgleitfallschirm oder umgangssprachlich als Matratze oder Fläche bezeichnet.
Sobald die Vorwärtsgeschwindigkeit groß genug ist, liegt eine Strömung an, die zusätzlich zum Luftwiderstand einen Auftrieb erzeugt. Daher sinken Flächenfallschirme nicht senkrecht zu Boden, sondern können aufgrund ihres Gleitwinkels abhängig von der Öffnungshöhe teilweise große horizontale Strecken überwinden. Die rechte und die linke Seite der Hinterkante können getrennt voneinander durch Steuerleinen heruntergezogen und so das Profil asymmetrisch verändert werden und dadurch den Gleitfallschirm lenken und durch Ziehen an beiden Steuerleinen bremsen. Im Sportbereich werden heute fast ausschließlich Flächenfallschirme verwendet.
Flächenfallschirme werden am häufigsten aus den Nylongeweben „F-111“ und „Zero-P“ (zero porosity: keine Luftdurchlässigkeit, Nullgewebe) oder aus Kombinationen daraus hergestellt. Die Lebensdauer wird durch Sonneneinstrahlung verkürzt und beträgt von etwa 1.000 (F-111) bis über 3.000 Sprünge (Zero-P).

### Systemaufbau

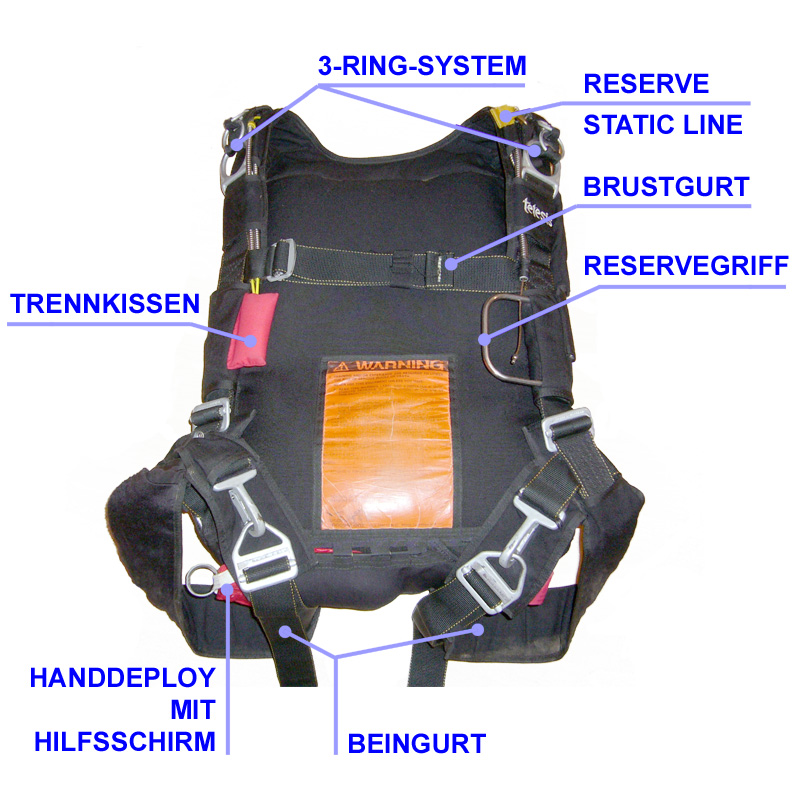
Modernes System eines Schülerfallschirms – Vorderseite

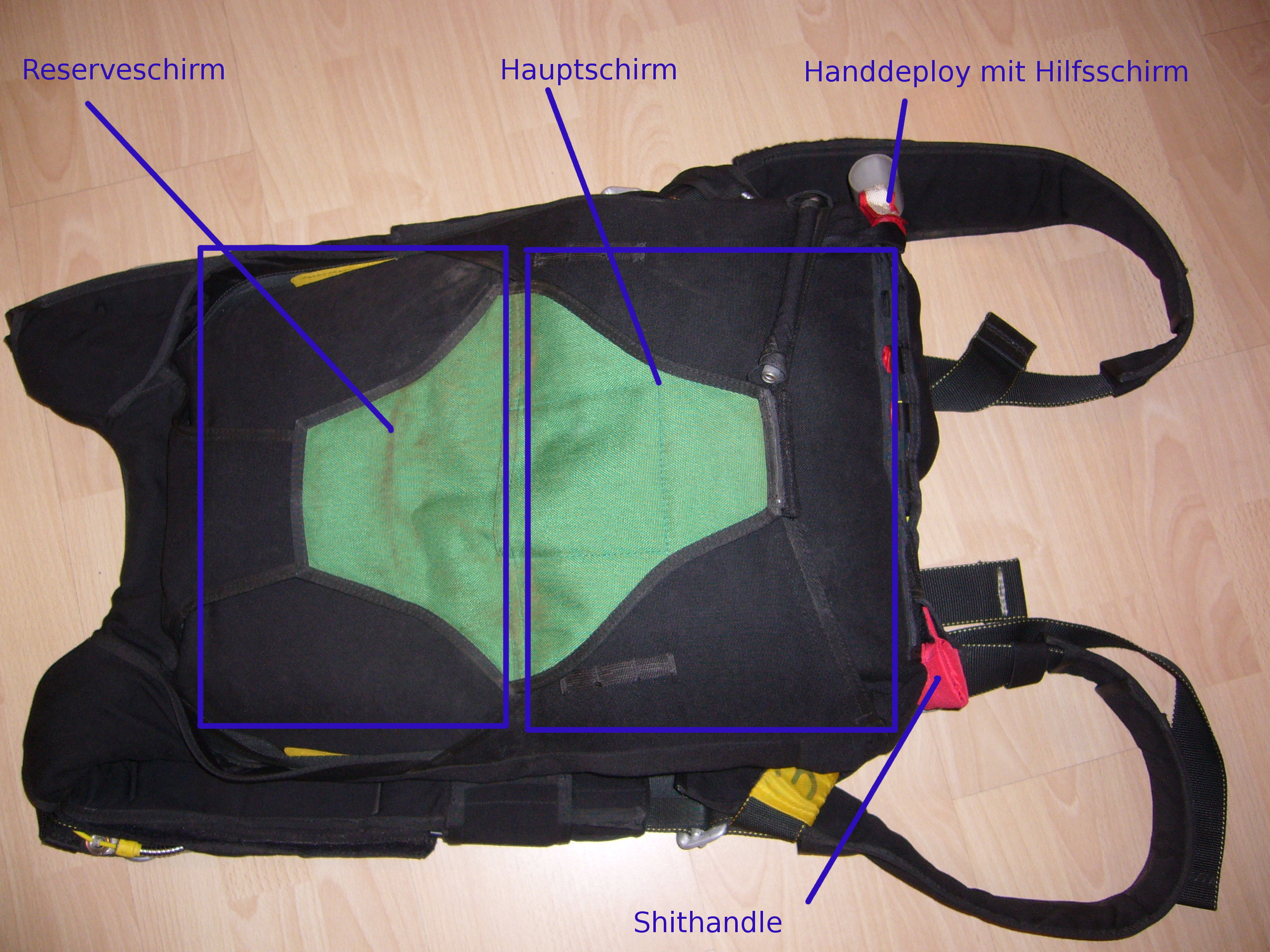
Modernes System eines Schülerfallschirms – Rückseite

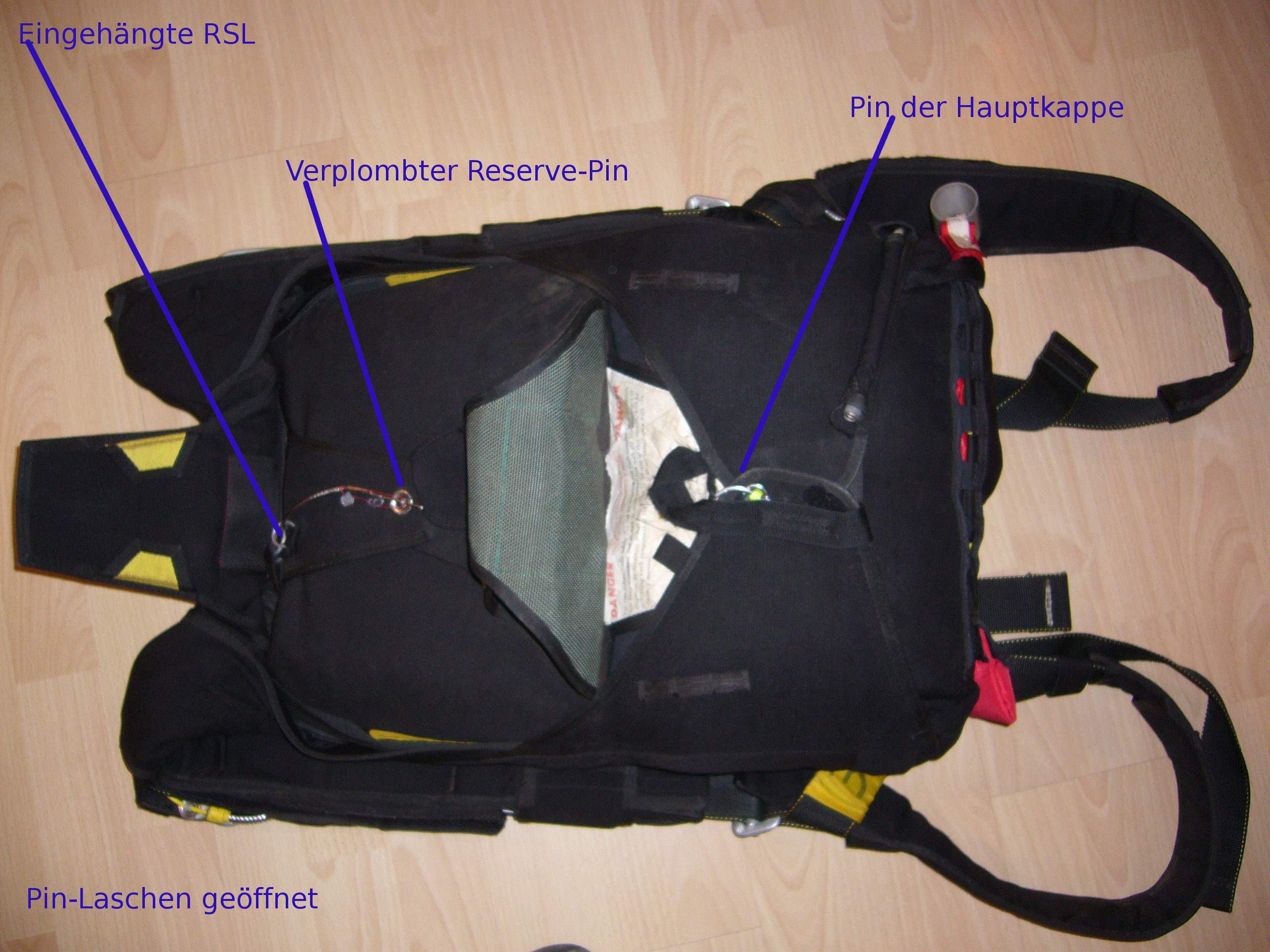
Modernes System eines Schülerfallschirms – Rückseite Pin-Ansicht

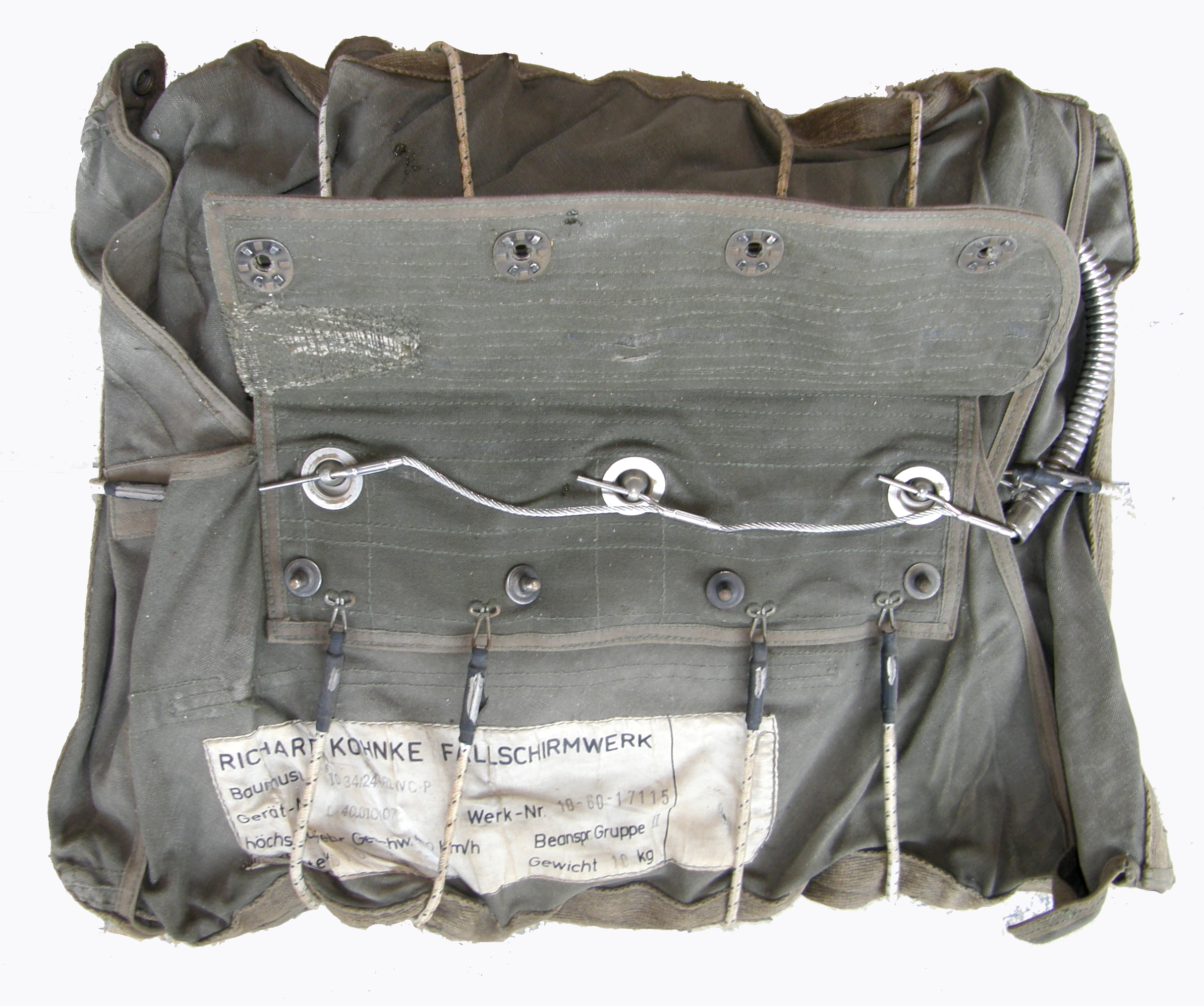
Alter leerer Hauptcontainer für den Hauptfallschirm. Sicht auf die Aufziehleine mit den Verschlussstiften; Modell Kohnke von 1961.

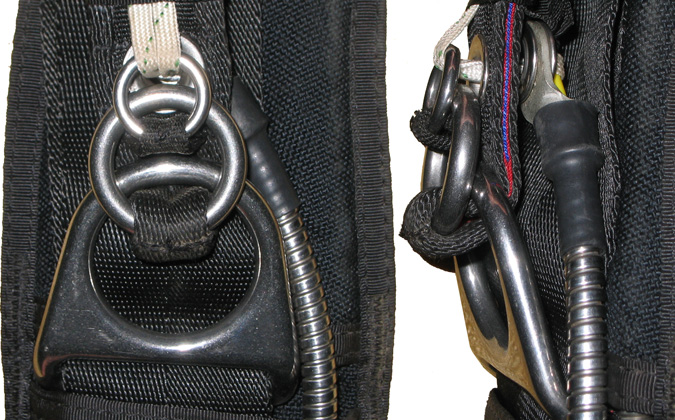
Drei-Ring-System zur Verbindung der Hauptkappe mit Gurtzeug und für vermindertem Kraftaufwand beim Trennen vom Springer.

Visualisierung des 3-Ring-Systems

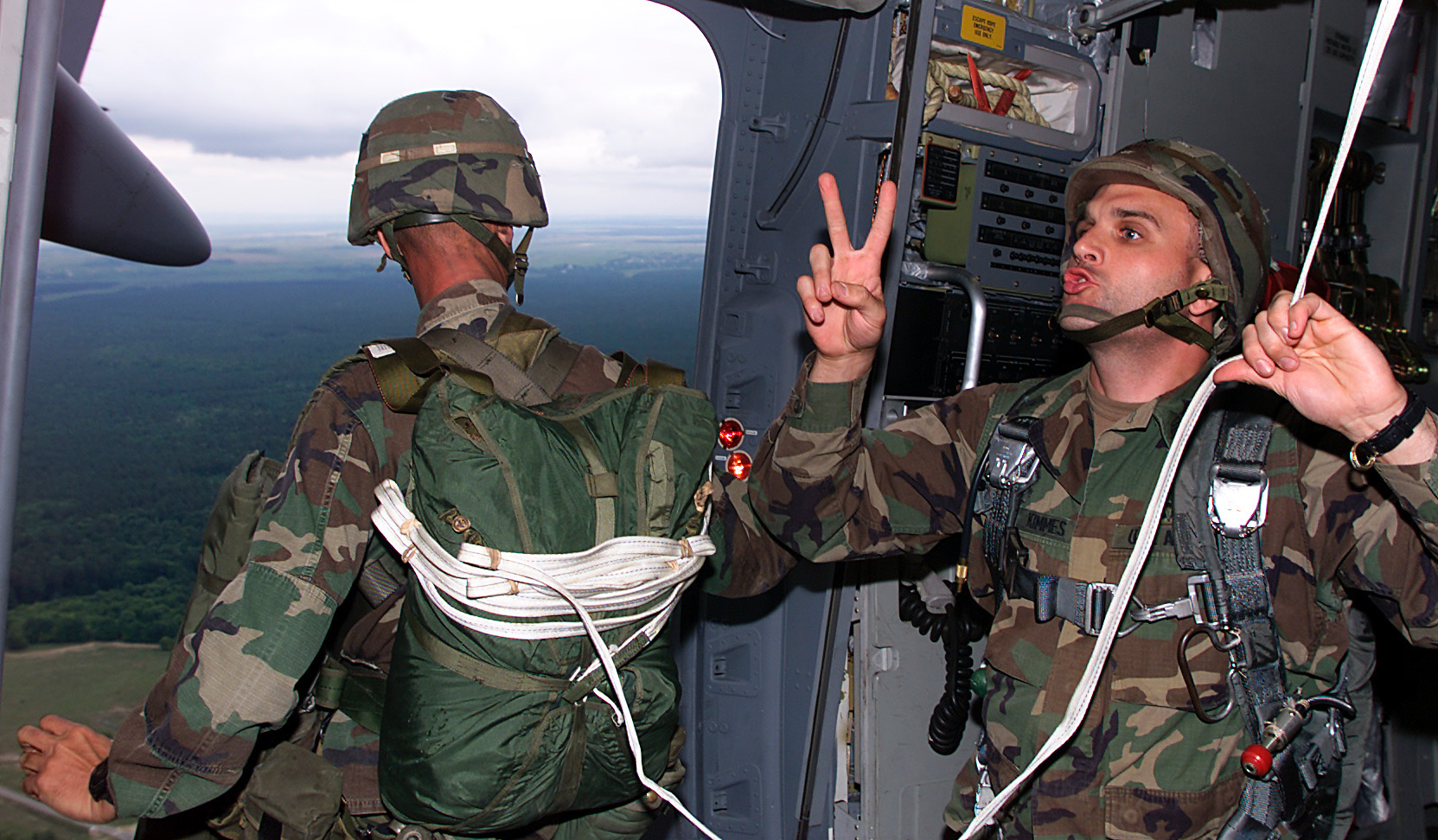
Static Line, deutsch Aufziehleine

Systeme für den Fallschirmsprung bestehen heute im Wesentlichen aus folgenden Baugruppen:
- Gurtzeug –  englisch auch Rig, ist über Konnektoren aus Edelstahl oder sogenannte soft-links mit den Fangleinen der Hauptkappe und des Reservefallschirms verbunden. Es dient der Aufnahme und Halterung für die Nutzlast (Springer) und als Verpackung (Container) für die Fallschirme – bestehend aus Haupt- und Reservecontainer, Aufzieh- auch Auslösegriff oder Bridle und Hand Deploy (Hilfsschirm), Trenngriff und Reservegriff, Haupttragegurte mit Drei-Ring-System.
- Hauptkappe (üblicherweise hergestellt aus einem Nylongewebe mit Ripstop, seltener aus F-111), die im Notfall (beispielsweise bei Öffnungsproblemen) mit Hilfe eines Schlosssystems (zum Beispiel Drei-Ring-System) abgetrennt werden kann. An der Hauptkappe können sich oben, oberhalb der vorderen und hinteren Fangleinenbündel, Packhilfsbänder zum schnellen und einfach Packen der Hauptkappe befinden.
- Reservefallschirm mit Hilfsschirm und nicht befestigtem POD, meistens ein Flächenfallschirm aus F-111 Gewebe (selten ein Rundkappenschirm). Ausgelöst wird der Reservefallschirm entweder manuell über einen Griff, automatisch über die Reserve Static Line (RSL) (bei Abtrennung der Hauptkappe) oder über einen Öffnungsautomaten. Im Gegensatz zum Hauptschirm kann der Reserveschirm vom Springer nicht mehr abgeworfen werden.
  - POD (Parachute Opening Device): Eine kleine halboffene Tasche, in der der gepackte Fallschirm liegt und die durch die Fangleinen, die in S-Schlägen mit Hilfe von Packgummis in Schlaufen befestigt sind, verschlossen wird.
  - ein Kurzpackschlauch ist eine weitere Innereverpackung. Beide können an allen Flächenhauptkappen benutzt werden.
  - Früher auch ein Diaper, eine Verschlussklappe die den unteren Teil der Gleitfallschirmhauptkappe zusammenhielt, oder / und in Verbindung damit eine Reefleine, die um die Hauptkappe verlief und eine Öffnungsverzögerung bewirkte und von der sich öffnenden Kappe nach unten gezogen wurde.
  - Hilfsschirmverbindungsleine (Bridle) verbindet den Hilfsschirm mit dem Fallschirm. Zur Reduzierung des Luftwiderstands bringt eine eingebaute Gummivorrichtung oder eine kill-line den Hilfsschirm nach der Hauptschirmöffnung zum Kollabieren.
- Hilfsschirm zur Öffnung der jeweiligen Kappe. Zum Auslösen des Hilfsschirms wird vornehmlich einer von drei verschiedenen Mechanismen verwendet:
  - Hand Deploy (Throw Out): Der Hilfsschirm ist in einer am Gurtzeug angebrachten Tasche verstaut und wird zur Öffnung manuell in den Luftstrom gezogen und dort losgelassen. Er zieht zunächst den Verschlusspin aus dem Hauptcontainerloop, wodurch sich der Container öffnet und den Fallschirm mittels der Hilfsschirmverbindungsleine aus seiner Verpackung gezogen wird.
  - Auslösegriff: Der Griff ist mit einem dünnen Stahlkabel (von Laien oft Reißleine genannt) verbunden, das mit dem anderen Ende durch eine Schlaufe, englisch loop, geführt wird und so die Klappen des Containers verschlossen hält. Durch Ziehen am Griff wird das Stahlseil aus der Schlaufe gezogen, die Klappen freigegeben und der Hilfsschirm schnellt durch eine gespannte Feder in den Luftstrom.
  - Static Line (zur Zwangsauslösung durch automatische Auslösung): Durch eine mehrere Meter lange Aufziehleine mit Verschlusspin wird der Öffnungsmechanismus des Fallschirms aus Verschlussschlaufe und ggf. Hilfsschirm direkt mit dem Flugzeug verbunden. Nach dem Absprung wird dadurch sofort der Container geöffnet und der Hilfsschirm oder direkt die Fallschirmkappe aus der Packhülle gezogen.
- Fangleinen in Kern-Mantel-Konstruktion (Kern üblicherweise aus Kevlar oder Polyethylen, Mantel aus UV-beständigem Polyester), die die Verbindung zwischen der Hauptkappe und dem Tragesystem darstellen.
- Öffnungsautomat, der den Reserveschirm automatisch auslöst (beispielsweise bei Bewusstlosigkeit des Springers), wenn in einer bestimmten Höhe die Annäherung an den Boden schneller geschieht als ein vorher festgelegter Grenzwert.

#### Reservefallschirm

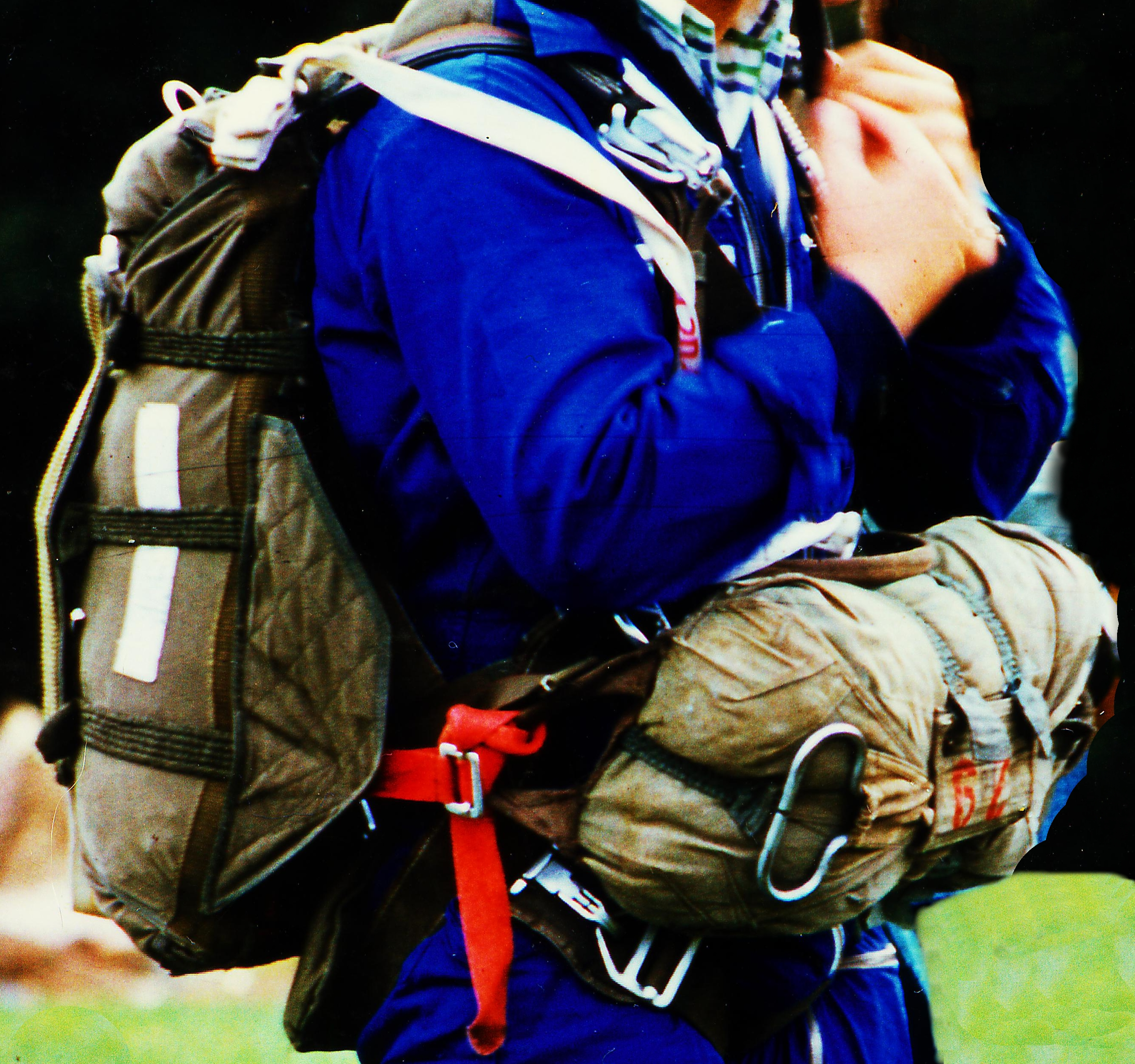
Brust-Reserve wird vor dem Bauch befestigt

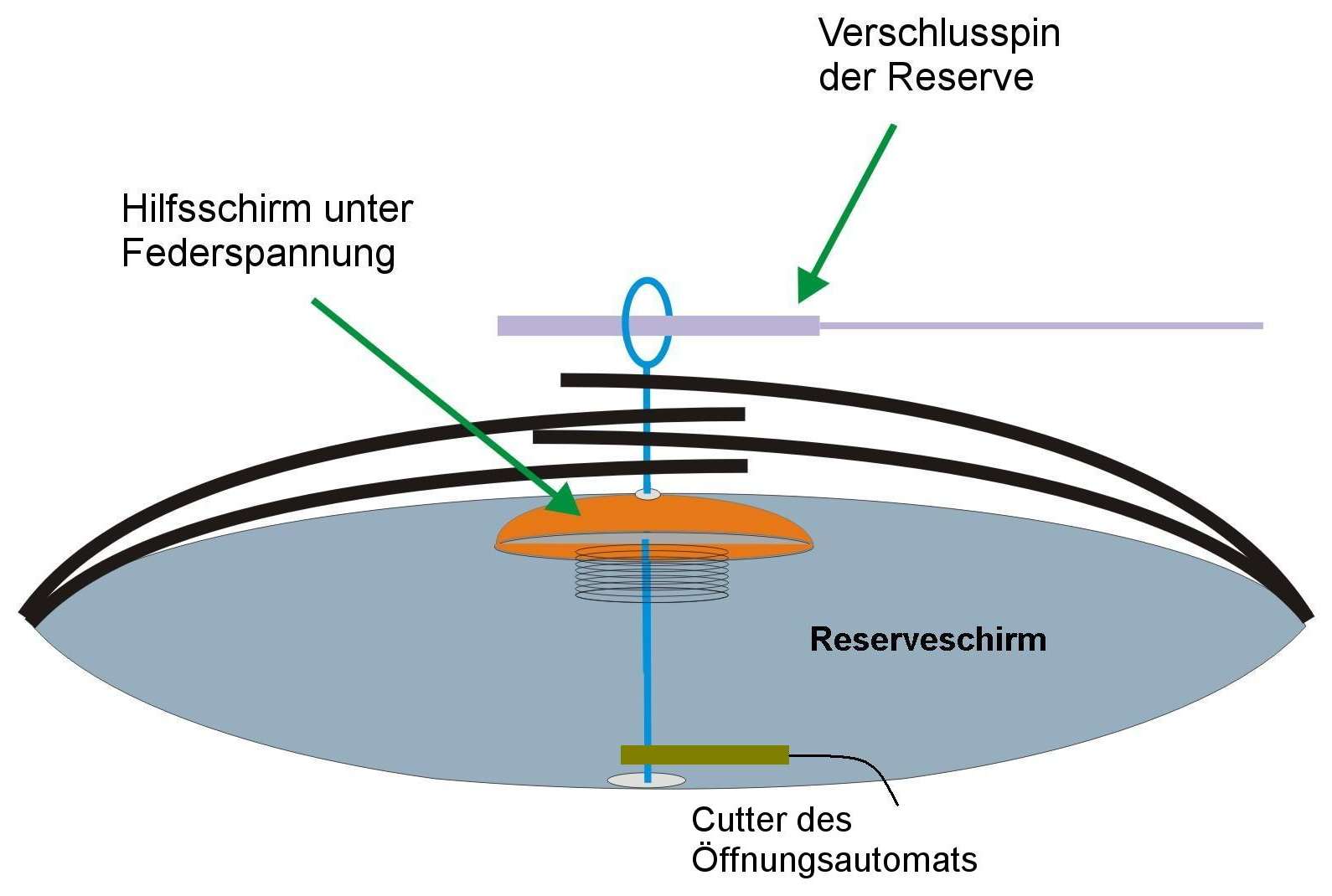
Noch verschlossener Reservecontainer

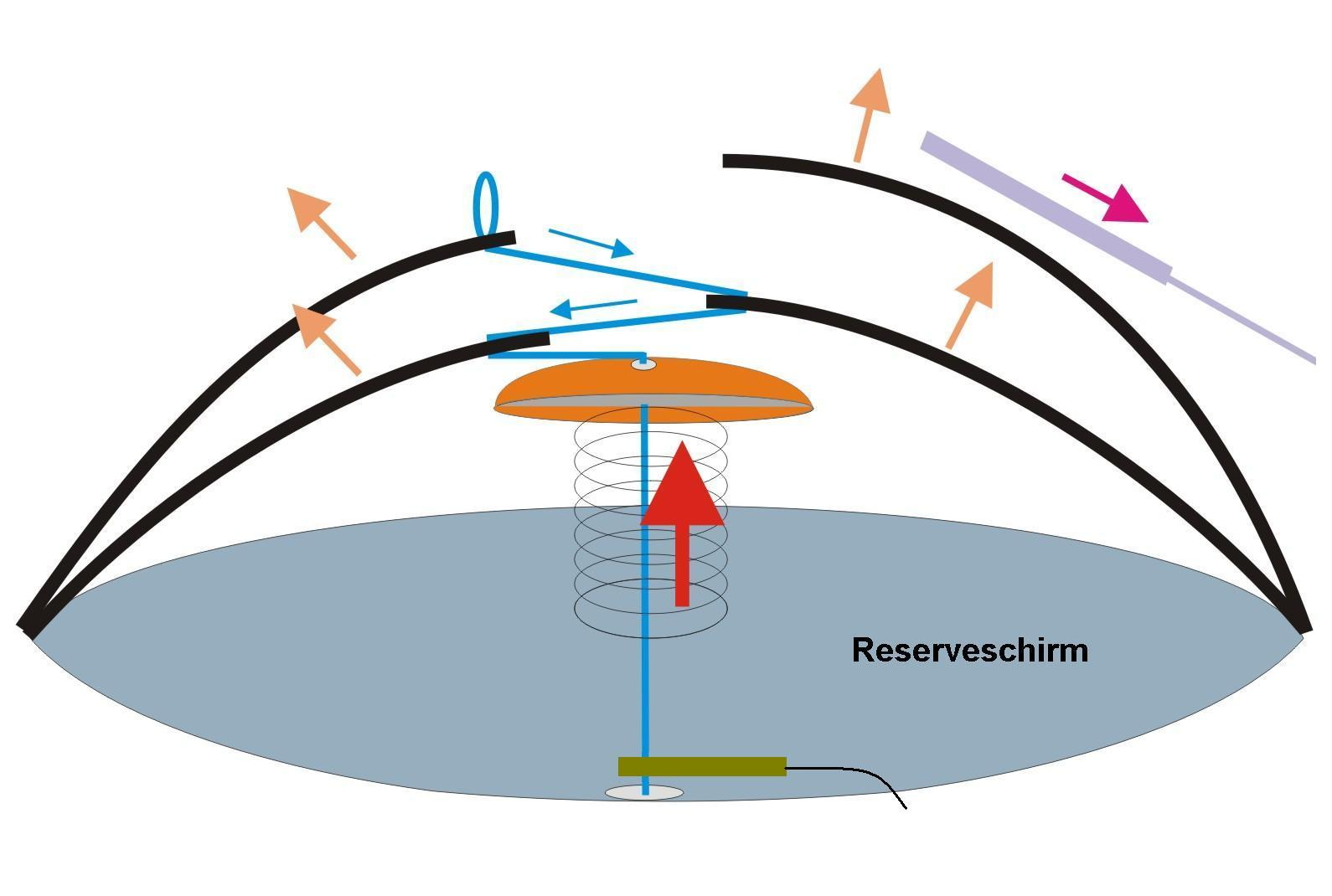
Ein sich öffnender Reservecontainer

Der Reservefallschirm (auch Reserveschirm) beim Fallschirmspringen gilt nicht als Rettungsfallschirm, sondern gehört zum Sprungfallschirm. Eine Fehlöffnung der Hauptkappe bei Einhalten der sicheren Öffnungshöhe wird somit nicht als unmittelbare Luftnot, sondern prinzipiell nur als Störung des normalen Sprungablaufs gesehen.
Beim Base-Jumping wird aufgrund der niedrigen Absprunghöhen auf einen Reserveschirm verzichtet, da die Zeit für dessen rechtzeitige Aktivierung und Wirksamkeit im Falle einer Störung bei der Öffnung des Hauptschirmes nicht ausreicht.
Der Reserveschirm war bei seinem ersten Aufkommen meistens am Bauch montiert – bei den deutschen Fallschirmjägern wurde durch die niedrige Sprunghöhe ohne Reserve gesprungen, die US-Fallschirmjäger benutzten mit ihrem ersten Truppenfallschirm Brustreserven. Erst mit dem Aufkommen von Gleitfallschirmen im Tandempack wurde er am Rücken über dem Hauptschirm verpackt. Heute erfolgt der Öffnungsvorgang durch ein unter der äußeren Verpackung befindlichen Handyploy aktiviert. Vorher öffnet der Springer mit einem Griff an der linken Brust die äußere Verpackung, die dann einen Hilfsschirm mit Spiralfeder freigab.
Heutige Systeme haben häufig eine Verbindungsleine (englisch: bridle) zwischen Hauptfallschirm und Verschlusssystem der Reserve. Trennt der Springer seine Hauptkappe ab, wird mit der wegfliegenden Hauptkappe der Öffnungsvorgang der Reserve eingeleitet. Zusätzlich haben viele Springer einen Öffnungsautomaten, der bei eingestellter Öffnungshöhe und erhöhter Freifallgeschwindigkeit durch das Durchschneiden der Verschlussschlaufe englisch loop die Reserve auslöst.
Befindet sich der Springer noch in ausreichender Höhe, so sollte er vor dem Auslösen der Reserve die Hauptkappe abtrennen, um zu verhindern, dass Haupt- und Reserveschirm sich ineinander öffnen und somit nicht tragfähig sind.
Der Pod für den Reserveschirm wird durch einen Hilfsschirm mithilfe einer gespannten Feder nach Ziehen des Reservegriffs mit Verschlusskabel ausgelöst. Der Pod als „Freebag“ hat nach der Freigabe des Reserveschirms keine Verbindung zum Reserveschirm und fliegt weg. So kann der Reserveschirm selbst bei verfangenem Hilfsschirm geöffnet werden. Die Verschlussschlaufe (loop) besteht aus speziellem Gewebe, das zum besseren Gleiten durch die Öse der Verschlusslaschen mit Silikon behandelt ist.
Zusätzlich ist heute ein Öffnungsautomat verbaut, der den Loop zerschneidet. Sollte der Loop sich auf der einen Seite mit der Schlaufe in einer Öse verfangen, zieht der Öffnungsautomat das andere durchgeschnittene Ende des Loops durch die Verschlussösen. Der Öffnungsautomat löst selbständig unabhängig vom Springer unter der eingestellten Höhe und nahe Freifallgeschwindigkeit den Reserveschirm aus.

## Anwendungen
Der Fallschirm hat vor allem drei Anwendungen: Rettung, Sport/Hobby und Transport.

### Rettung
Bei einem drohenden Absturz eines Flugzeuges (siehe auch Schleudersitz) wird entweder jede Person einzeln oder das gesamte Flugzeug durch den geöffneten Fallschirm bei einem Sturz abgebremst und so vor einem Aufprall geschützt (s. a. Rettungsfallschirm, Gesamtrettungssystem).
Ein Jungunternehmen in Graz beschäftigt sich mit der Entwicklung von automatisierten Rettungsschirmen für Drohnen, die etwa teure Kameras tragen.

### Sport/Hobby
Der Fallschirm wird zur sicheren Landung beim Fallschirmspringen und beim Objektspringen eingesetzt. Dabei kommt es meist weniger auf den Flug am Fallschirm (sog. „Schirmfahrt“) an, als auf die vorhergehende Freifallphase.
Eine Weiterentwicklung des Fallschirms sind die Gleitschirme. Diese sind mit größerer Fläche, verbesserter Steuerung und optimiertem Profil dafür geeignet, Aufwinde zu nutzen und sich wie ein Segelflugzeug über Stunden hinweg in der Luft zu halten. Anders als klassische Fallschirme werden Gleitschirme nicht im freien Fall geöffnet, sondern schon am Boden aufgezogen.
Hängegleiter-, Segelflugzeug- und Gleitschirm-Piloten führen bei ihren Flügen einen Rettungsfallschirm mit, der zum Einsatz kommt, wenn das Fluggerät nicht mehr flugfähig ist.

#### Modellbau
Auch im Modellbau werden Fallschirme angewandt, meist einfache Konstruktionen ohne Ersatzfallschirm. Es sind im Modellbau beispielsweise Bergungsfallschirme von Modellraketen und Flächenfallschirme (Gleitfallschirme), die fernsteuerbare propellergetriebene Modelle tragen.

### Militär und Transport

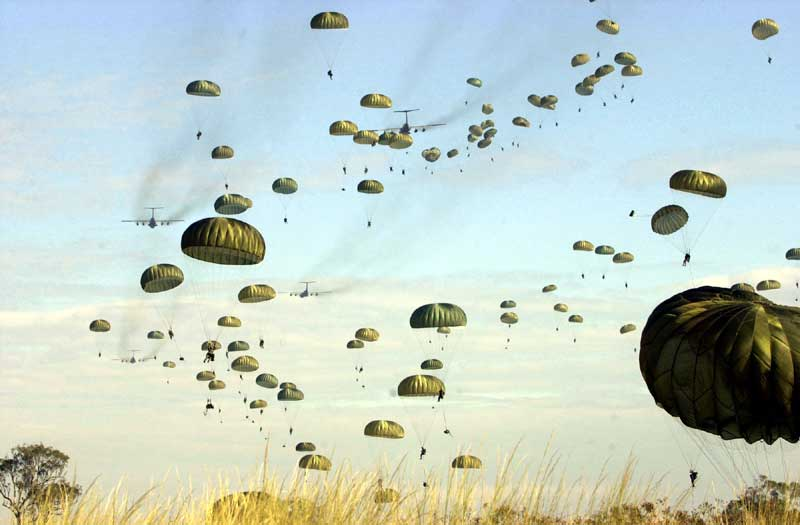
US-Fallschirmjäger springen bei einer Übung über Australien ab.

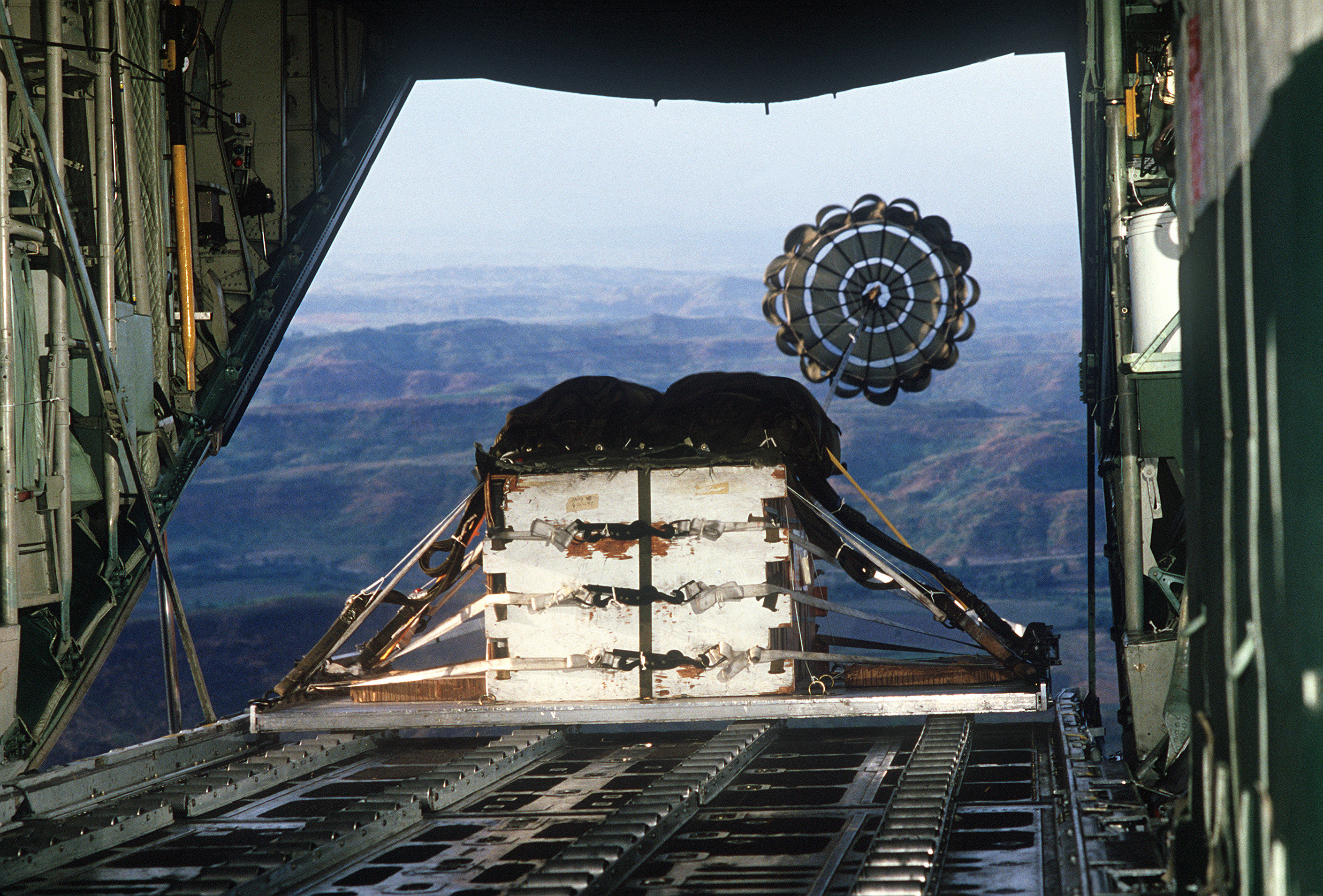
Ein Hilfsschirm zieht eine Palette aus einer Hercules C-130. (Die Lastenfallschirme liegen auf dem Hilfsgut.)

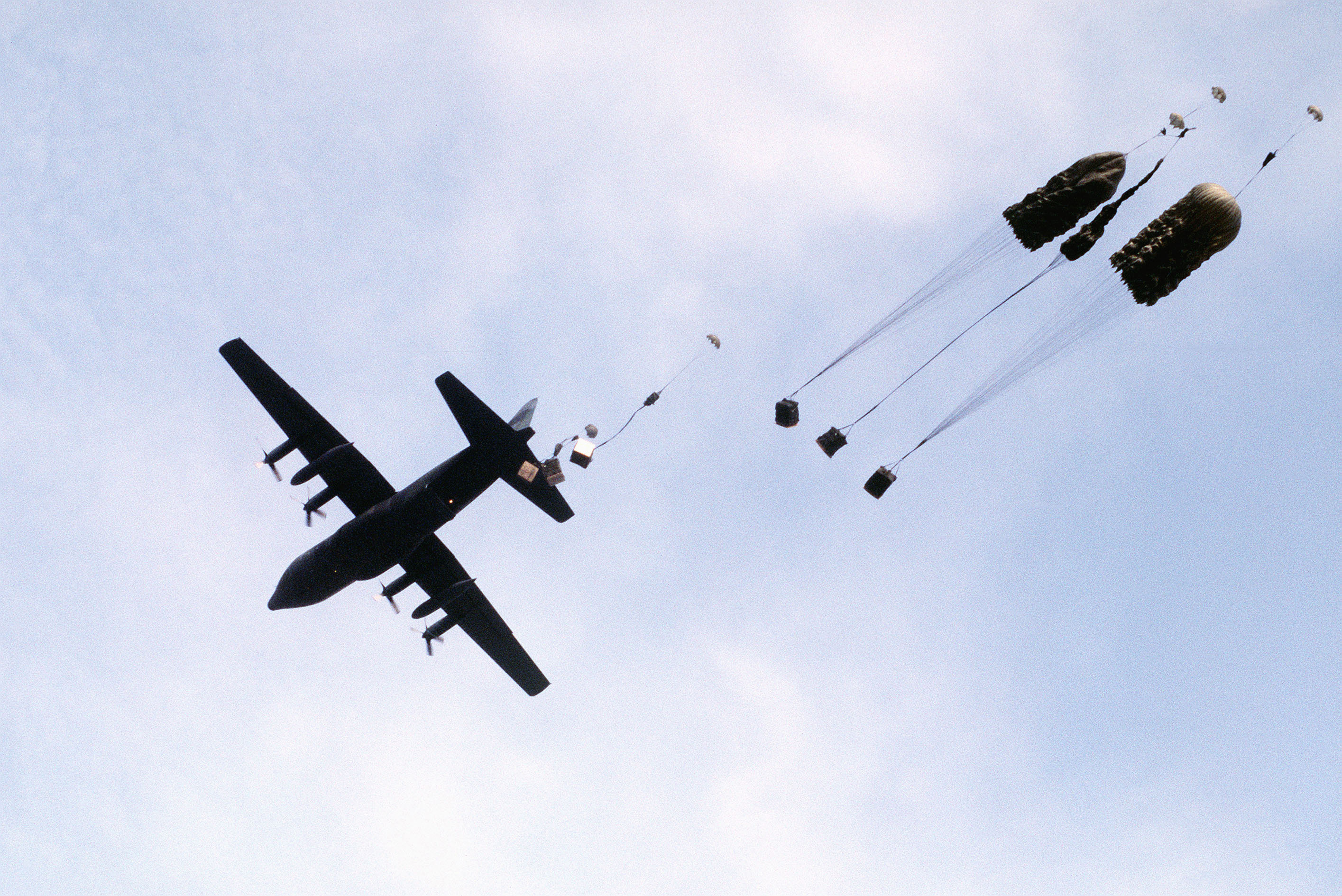
Abgeworfene Hilfsgüter an den sich öffnenden Lastenfallschirmen

Für den militärischen Einsatz werden, um mittels Fallschirmsprung auch schwer zugängliche Orte zu erreichen, Fallschirmjäger und Spezialeinheiten auch heute noch im automatischen Sprung aus niedrigen Höhen mit Rundkappenfallschirmen abgesetzt. Seit den 1980er Jahren geschieht dies immer häufiger auch mit Flächenfallschirmen durch HAHO-Sprünge im Gleiteinsatz aus großen Höhen, in neuester Zeit auch zwangsausgelöst, so dass eine aufwendige Freifallausbildung entfällt. Einige Spezialeinheiten der Polizei (in Deutschland nur die GSG 9 der Bundespolizei) verwenden den Fallschirmsprung zur Luftverbringung für den taktischen Einsatz.
Luftverlastung wird insbesondere zu militärischen Zwecken von Fallschirmjägern durchgeführt, um neben den Soldaten auch Ausrüstung und Fahrzeuge (z. B. Luftlandepanzer) im Feindgebiet abzusetzen. Auch beim Materialabwurf werden klassisch immer noch preisgünstige Rundkappenfallschirme eingesetzt. In neuerer Zeit kommen jedoch auch selbständig gelenkte Last-Gleitfallschirmsysteme wie das US Joint Precision Airdrop System / Deutschland Cassidian ParaLander zum Einsatz, die über GPS und einen Bordcomputer autonom mit dem Wind ins Zielgebiet gelenkt werden.
Auch einige von Bombern abgeworfene Fliegerbomben hängen an Fallschirmen, etwa die Daisy Cutter. Bei solchen Bomben soll der Fallschirm den Fall und damit die Explosion der Bombe verzögern, um dem abwerfenden Flugzeug ein Verlassen des von der Detonation gefährdeten Bereichs zu ermöglichen. Auf diese Weise können Bomben in geringen Flughöhen abgeworfen werden.
Gezündete Leuchtgranaten fallen an Fallschirmen hängend zurück zur Erde, damit das Gefechtsfeld möglichst lange beleuchtet wird.
Einige Drohnen, wie z. B. die Canadair CL-289, landen per Fallschirm.
Einige Handgranaten mit Hohlladung, z. B. die RKG-3, verwenden einen Fallschirm, damit die Granate das Ziel in einem Winkel von 90° trifft, um die Wirkung der Hohlladung zu maximieren.
In der Raketentechnik werden Fallschirme zur Bergung von ausgebrannten Raketenstufen, Nutzlastverkleidungen und Raum- und Probenkapseln eingesetzt, z. B.
- Cirrus- und Kumulus-Raketen,

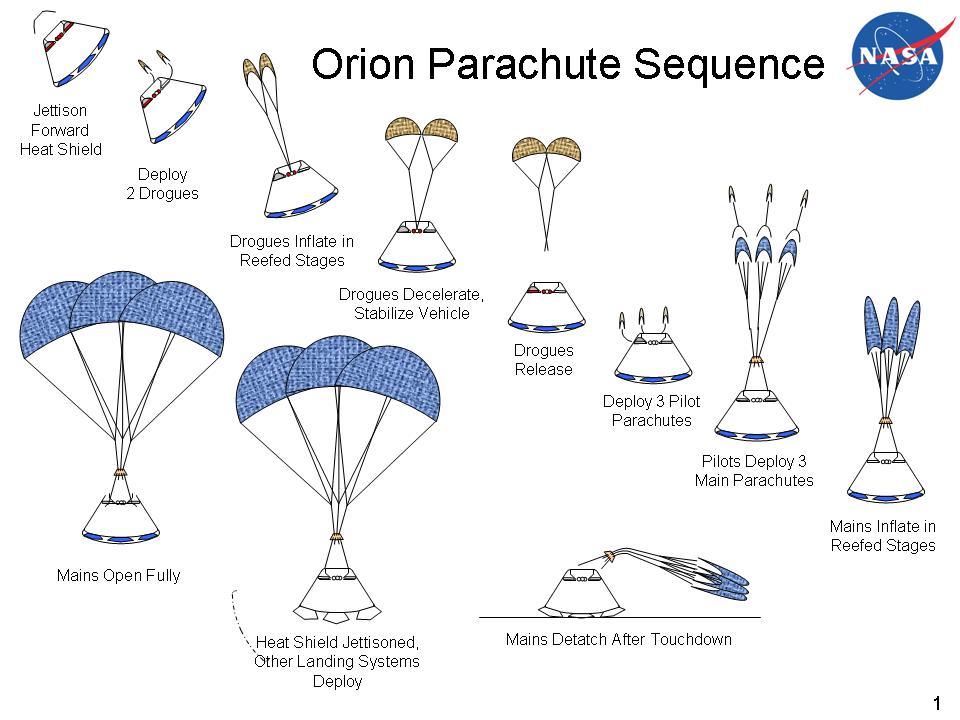
Fallschirm-Öffnungssequenz einer Orion-Kapsel

- Raketen der Berthold Seliger Forschungs- und Entwicklungsgesellschaft mbH,
- Booster des Space Shuttle,
- Nutzlastverkleidung der Falcon 9,
- Probenkapsel der Hayabusa 2.

#### Landung auf anderen Himmelskörpern
Fallschirme können auch außerhalb der Erde zur Reduzierung der Sinkgeschwindigkeit eingesetzt werden, beispielsweise bei der Landung von Sonden auf anderen Planeten oder Monden. Dafür muss jedoch eine Atmosphäre mit einer bestimmten Mindestdichte vorhanden sein, wie etwa auf dem Saturnmond Titan oder auf der Venus. Auf Planeten mit geringer Atmosphärendichte wie dem Mars müssen zusätzlich Airbags oder Bremsraketen eingesetzt werden. Auf Himmelskörpern ohne Atmosphäre wie dem Erdmond können Fallschirme nicht verwendet werden.